# Formanpassungsgesetz
Das Formanpassungsgesetz dient zur Regelung der materiellrechtlichen Gleichstellung der elektronischen Signatur an die Handunterschrift im modernen Rechtsgeschäftsverkehr.

## Allgemeines
Das deutsche Signaturgesetz regelt die materiellrechtliche und prozessuale Gleichstellung der elektronischen Signatur mit der Handunterschrift nicht. Die materiellrechtliche Gleichstellung wird durch das Gesetz zur Anpassung der Formvorschriften des Privatrechts und anderer Vorschriften an den modernen Rechtsgeschäftsverkehr vom 13. Juli 2001 geregelt.
Das Gesetz umfasst ausschließlich Änderungen an bereits bestehenden Gesetzen wie dem Bürgerlichen Gesetzbuch (BGB), der Zivilprozessordnung (ZPO), dem Handelsgesetzbuch, verschiedenen Gerichtsordnungen, der Grundbuchordnung sowie dem Verbraucherkreditgesetz. Wichtigstes Ziel der Regelung ist, zentral eine übersichtliche Regelung der neuen Formvorschriften zu schaffen, um eine Verzettelung in einer Vielzahl von Regelungen zu vermeiden. Ergänzend werden prozessuale Vorschriften über die Einreichung von Schriftsätzen und Erklärungen angepasst.

## Materiellrechtliche Aspekte

### Regelungsmodell
Das FormanpassungsG definiert zusätzlich zu den in §§ 125 ff. BGB bereits geregelten Arten von Formvorschriften (gesetzliche und gewillkürte Schriftform, notarielle Beurkundung und öffentliche Beglaubigung) neu eine elektronische Form (§ 126a BGB) als Ersatz für die Schriftform sowie eine Textform für Fälle, in denen die Handunterschrift entbehrlich ist (§ 126b BGB).
Die elektronische Form kann nach dem neuen § 126 Abs. 3 BGB die schriftliche Form überall dort ersetzen, wo das Gesetz nicht ausdrücklich eine Ausnahme von der Gleichstellung macht. Das FormanpassungsG folgt damit dem Ansatz einer durch Ausnahmebestimmungen abgeschwächten pauschalen Anerkennung. Die Zulassung der Textform erfolgt durch Änderung der betroffenen Bestimmungen.

### Elektronische Form
Der neue § 126a Abs. 1 BGB lautete: „Soll die gesetzlich vorgeschriebene schriftliche Form durch die elektronische Form ersetzt werden, so muss der Aussteller der Erklärung dieser seinen Namen hinzufügen und das elektronische Dokument mit einer qualifizierten elektronischen Signatur nach dem Signaturgesetz versehen.“ Mit der Bestimmung setzt der deutsche Gesetzgeber Art. 9 der E-Commerce-Richtlinie (enabling principle) sowie Art. 5 der EU-Signaturrichtlinie um (materiellrechtliche Anerkennung).
Auch die qualifizierte elektronische Signatur erfüllt die Warnfunktion nur relativ schwach. Gerade in Bereichen, in denen diese eine herausragende Rolle spielt, wurden daher Ausnahmebestimmungen geschaffen. Es sind dies die Kündigung des Arbeitsverhältnisses, die Bürgschaftserklärung, das Leibrentenversprechen zur Gewährung familienrechtlichen Unterhalts, das Versprechen und das Schuldanerkenntnis.
Hinzu kommen Ausnahmen für das Grundbuch- und Schiffsregisterrecht, wo das Verfahrensrecht die Anbringung eines Eintragungsantrags in schriftlicher Form vorsieht. Insoweit müssen die Rechtsgrundlagen für elektronischen Dokumentenverkehr noch geschaffen werden. Weitere Ausnahme bestehen im Bereich der Arbeitsverträge, in dem die Tarifvertragsparteien im Rahmen ihrer Tarifautonomie über Formvorschriften zu befinden haben, beim Arbeitszeugnis, welches in elektronischer Form derzeit nur schlecht als Bewerbungsunterlage eingereicht werden könnte, beim Verbraucherkreditvertrag, beim Vertrag über die Teilnutzung von Wohngebäuden sowie bei bestimmten Informationspflichten des Arbeitgebers, die aufgrund von übergeordnetem EU-Recht schriftlich sein müssen.
Das Erfordernis des Beifügens des Namens des Unterzeichners wird laut Begründung zur Gewährleistung der Identitätsfunktion der Unterschrift benötigt. Durch das Hinzufügen des Namens als ein unterschriftsähnliches Verhalten wird aber immerhin die relativ schwache Warn- und Dokumentenabschlussfunktion der elektronischen Signatur gestärkt. Das Beifügen des Namens hat so zwar einerseits eine gewisse Berechtigung, schafft aber andererseits auch zusätzliche Komplexität, welche zu einer erhöhten Zahl versehentlich nichtiger Rechtsgeschäfte führen könnte.
Der schweizerische Gesetzgeber z. B. verzichtet denn auch auf dieses Erfordernis.

### Textform
Der neue § 126b BGB lautete: „Ist durch Gesetz Textform vorgeschrieben, so muss die Erklärung in einer Urkunde oder auf andere zur dauerhaften Wiedergabe in Schriftzeichen geeignete Weise abgegeben, die Person des Erklärenden genannt und der Abschluss der Erklärung durch Nachbildung der Namensunterschrift oder anders erkennbar gemacht werden.“
Die Textform verzichtet auf die Unterschrift und verlangt nur noch die in lesbaren Schriftzeichen fixierte Erklärung (worunter auch eine durch den Empfänger entsprechend darstellbare elektronische Übermittlung fällt, nicht jedoch eine gesprochene Mitteilung). Sie ersetzt die Schriftform dort, wo a) kein öffentliches Interesse an erheblichen Beweiswirkungen besteht, wo ein Text b) keine erheblichen Rechtsfolgen nach sich zieht bzw. diese einfach rückgängig zu machen sind, und wo es c) keines Übereilungsschutzes bedarf. Es geht dabei in erster Linie um Informations- und Dokumentationsanforderungen, welche mangels Dauerhaftigkeit der Aufzeichnung nicht mündlich erfüllt werden können, bei denen das Schriftformerfordernis aber unverhältnismäßig ist, wie etwa bei Verbraucherkrediten die Bestätigung der Vertragsbedingungen gegenüber dem Verbraucher oder seine Unterrichtung bei Änderungen des Jahreszinses. Ziel ist teilweise auch die Vereinfachung von Massenvorgängen, wie etwa bestimmter Mitteilungen im Versicherungswesen.

### Einheit der Vertragsurkunde
Setzt das Gesetz eine Form für den Vertragsabschluss voraus, so konnte diese gemäß § 126 Abs. 2 BGB schon bisher nur durch Unterzeichnung derselben Vertragsurkunde durch beide Parteien oder zumindest durch Unterzeichnung gleich lautender Vertragsurkunden erfüllt werden. Der Vertragsabschluss durch Unterzeichnen von Offerte und Akzept war ausgeschlossen.
Dies gilt nach § 126a Abs. 2 BGB nun auch für die elektronische Form. Obwohl es technisch möglich ist, ein mit einer elektronischen Signatur versehenes Dokument mit einer zweiten Signatur zu versehen, ist allerdings nur vom Unterzeichnen jeweils gleich lautender Dokumente die Rede.

### Teilnahme an der elektronischen Kommunikation
Das Gesetz nimmt das Einverständnis des Empfängers zur elektronischen Kommunikation nicht vorweg. Eine elektronische Nachricht gilt weiterhin nur dann als zugegangen, wenn der Empfänger zumindest durch konkludentes Handeln die Anwendung elektronischer Kommunikationsmittel gebilligt hat und daher mit dem Eingang elektronischer Nachrichten rechnen musste. Allein im Besitz eines Signierschlüssels liegt keine derartige Billigung.

### Gewillkürte Schriftform
Zur Erfüllung einer gewillkürten Schriftform gelten nach § 127 Abs. 1 BGB im Zweifel auch die Vorschriften der §§ 126-126b BGB, d. h. bei vereinbarter Schriftform ist auch die elektronische Form möglich.

### Gewillkürte elektronische Form
Ist die elektronische Form vereinbart, so gilt im Zweifel auch eine einfache elektronische Signatur nach § 2 Nr. 1 SigG als ausreichend (d. h. etwa eine eingescannte Unterschrift). Dies entspricht der Rechtsprechung zu § 127 BGB, wonach nebst der explizit genannten telegrafischen Übermittlung auch ein Telefax oder die Aushändigung einer Kopie zur Erfüllung ausreicht. Immerhin bleibt es den Parteien unbenommen, nachträglich eine qualifizierte elektronische Signierung nach § 126a BGB (oder sollte diese nicht möglich sein, eine manuelle Unterzeichnung) zu verlangen.